# Simon Luca
Alberto Simonluca Favata, in arte Simon Luca (Piacenza, 7 luglio 1947), è un cantautore, compositore, produttore musicale, autore e sceneggiatore italiano.

## Biografia
Alberto Simonluca Favata nasce a Piacenza e all'inizio degli anni sessanta si trasferisce a Milano dove nel 1967 esordisce con il nome di Alberto Oro incidendo alcuni singoli beat. Nel 1968 entra nel quartetto vocale The Play-co con cui pubblica per la Ri-Fi il brano Elenore dei Turtles, poi interpretato in italiano da Gianni Morandi con il titolo Scende la pioggia.
Nel 1969 affida al complesso dei Dalton una sua canzone, Da cinque anni, che la band porta al Cantagiro. Nello stesso anno scrive il testo italiano di Venus degli Shocking Blue, pubblicato ancora dai Dalton per la Signal.
Agli inizi degli anni settanta registra il suo primo album, Da tremila anni, per la Victory con il nome di SimonLuca. Con lui collaborano alcuni musicisti degli Stormy Six e Tullio De Piscopo alla batteria. Nello stesso anno partecipa alla Mostra Internazionale di Musica Leggera di Venezia con il brano Spegni la luce e a Un disco per l'estate 1971 con il brano Chiara.
Successivamente forma la sua band SimonLuca & L'Enorme Maria, ensemble molto numeroso, nel quale suonano alcuni tra i più talentuosi giovani musicisti milanesi, tra i quali Alberto Camerini, Fabio Treves, Ricky Belloni, Gigi Belloni, Eugenio Finardi, Donatella Bardi, Lucio Fabbri, Paolo Donnarumma. Con questo collettivo artistico pubblica l'album Per proteggere l'enorme Maria per la Ariston Records. Con la medesima formazione partecipa inoltre a diversi festival alternativi in tutt'Italia e al 12° Cantagiro. Inoltre accompagna, con il coro de L'Enorme Maria, Fausto Leali al Festival di Sanremo del 1973 per il brano La bandiera del sole ed è il gruppo di supporto alla tournée italiana dei Bee Gees.
La formazione di SimonLuca e L'Enorme Maria cambia, con Claudio Bazzari, Ronnie Jackson e Claudio Ciampini alle chitarre, Gigi Belloni al basso, Flaviano Cuffari alla batteria e la cantante Flavia Baldassarri. 
Con questa formazione SimonLuca pubblica il suo terzo album, E la mia mente?, sempre per la Ariston Records.
Come nel progetto del suo fondatore, l'Enorme Maria di Simon Luca, unico esperimento di «open group» in Italia, si rivela essere una sorta di laboratorio creativo dal quale nascono poi artisti che intraprendono con successo un percorso personale.
Nella veste di compositore e arrangiatore SimonLuca scrive e collabora con artisti come Mina, Milva, Ornella Vanoni, Iva Zanicchi, Bruno Lauzi, Dik Dik, Marco Ferradini, Rosanna Fratello, Paolo Mengoli, Mal, Anna Identici e tanti altri.
Nel 1978 porta Marco Ferradini alla Spaghetti Records, scrive con lui molti brani del suo primo album e lo accompagna sul palcoscenico del Festival di Sanremo per il brano Quando Teresa verrà.
Nel 1985 collabora con il produttore Aldo Pagani per scrivere il testo della canzone Fire Dreams assieme alla cantautrice Angela Denia Tarenzi.
Per la televisione, scrive le musiche per la serie televisiva RAI denominata Happy Circus e per I ragazzi della 3ª C, serie televisiva Mediaset, entrambe di successo.
Compone inoltre per il cinema: sua la colonna sonora del film Pugni di rabbia, diretto da Claudio Risi, pubblicata dalla Carosello.
Compone le musiche per intere serie di documentari geografici divulgativi pubblicati in tutto il mondo dalla DeAgostini.
Ha composto le musiche originali della serie Le Città Musicali prodotte da FilmGo per Heineken.
Ha composto le musiche originali del documentario istituzionale per il Ministero del Turismo Thailandese in occasione dei festeggiamenti per l'ascesa al trono del Re di Thailandia. Pluripremiato.
Ha composto le musiche originali del documentario istituzionale per il Ministero del Turismo di Giordania. Pluripremiato.
Ha composto le musiche originali del documentario istituzionale di ENI per il 50º anniversario della fondazione, proiettato alla presenza del Presidente della Repubblica.
Ha musicato e realizzato una versione de il 'Cantico delle Creature',  di San Francesco, facendolo interpretare da Bruno Lauzi, pubblicato dalla MBO di Mario Ragni e poi eseguito a Sala di Ravello con l'orchestra sinfonica della RAI, nel corso dello spettacolo in occasione del gemellaggio tra le città di Assisi e di New York, alla presenza delle massime autorità internazionali.
Compone musiche e jingle per varie campagne pubblicitarie multipremiate, tra le quali Gatorade, Colmar, Mentos, Il Sabato, Roccobarocco, Fidogatto e tanti altri.
Autore televisivo per Odeon TV del varietà Sugar Cup condotto da Mauro Di Francesco.
Autore e sceneggiatore di una fortunata serie di fumetti per Corriere Boy intitolata Le streghe, disegnata da Montanari e Grassani, famosa coppia del fumetto d'autore.
È autore e sceneggiatore di una collana di "letteratura disegnata" sull'opera lirica, intitolata Graphic Opera pubblicata da Sony Libri, con la collaborazione di nomi noti di disegnatori di fumetto d'autore come Maurizio Rosenzweig, Federico Sfascia, Flavio Fausone, Vanessa Belardo, Emanuele Tenderini.
Impegnato nel sociale, è autore di un progetto per la lotta all'AIDS: "Progetto Traguardi", in occasione dei Campionati di Roma 1987 insieme agli atleti Medaglie d'Oro della Atletica Italiana.
È autore dello spettacolo teatrale rappresentato al Teatro alla Scala nel 2006, intitolato Vivacipertalenti a tutela dell'infanzia.
Ideatore e organizzatore dell'evento musicale a scopo benefico in collaborazione con il Comune di Milano: Donne Divine all'Auditorium Stefano Cerri di Milano con la partecipazione di concertiste internazionali.
Collabora attivamente alla selezione e organizzazione per il noto Premio Donida, tra i più qualificati Premi musicali del settore.
È fondatore e VP dell'Associazione Culturale Muovi la Musica e dell'Associazione Culturale Musica Italiana Hall of Fame.

## Discografia

### Album in studio
- 1971: Da tremila anni (Musica della parola) (Victory, VY/LP 10050)
- 1972: Per proteggere l'enorme Maria (Ariston Records, AR 12074)
- 1973: E la mia mente? (Ariston Records, AR 12102)

### Colonne sonore
- 1991: Pugni di rabbia Movie soundtrack (regia di Claudio Risi)

### Singoli
- 1967: Mi sei mancata sai/Tante donne (Odeon, MSOQ 5370) con il nome di Alberto Oro
- 1968: Tu non mi piaci/Tu te ne vai (Odeon, MSOQ 5381) con il nome di Alberto Oro
- 1969: Hey ragazzo/Con la mia chitarra (Carisch, VCA 26194) con il nome di Alberto Oro
- 1971: Parlo parlo ma penso a lei/Niente di più facile (Victory, VY 030)
- 1971: Piccolo grande immenso dolore/Parlo di lei (Victory, VY 034)
- 1971: Chiara/Spegni la luce (Victory, VY 050)
- 1972: Per proteggere l'enorme Maria/Mangia con me il tuo pane (Ariston Records, AR 0539)
- 1972: Ridammi la mia anima/Cuore nero (Ariston Records, AR 0556)
- 1973: Io credo in te/Com'è fatto il viso di una donna (Ariston Records, AR 0594)
- 1974: Un'età/Pazzia (Dischi Ricordi, SRL 10727)
- 1975: Per favore basta/Spezzerò (Dischi Ricordi, SRL 10762)
- 1976: Bang bang (my baby shot me down)/All'improvviso nell'aria (Dischi Ricordi, SRL 10800)
- 1978: E la luna/L'anima di Giuda (Spaghetti Records, ZBSR 7107)